# The Breathtaking Blue
The Breathtaking Blue è un album degli Alphaville, pubblicato nel 1989.
Nel 1990 ne fu pubblicato un video con il titolo Songlines.

## Tracce
1. Summer Rain - 4:10
2. Romeos - 5:29
3. She Fades Away - 4:57
4. The Mysteries of Love - 4:55
5. Ariana - 3:42
6. Heaven or Hell - 3:27
7. For a Milion - 6:09
8. Middle of the Riddle - 3:19
9. Patricia's Park - 4:12
10. Anyway - 2:48